# Próbavásárlás
A próbavásárlás (angolul mystery shopping) célja, hogy a szervezetek objektív értékelést, visszajelzést kapjanak az ügyfeleikkel történő kapcsolattartásról. Célja, hogy megelőzze az ügyfelek problémáit. Abból a felismerésből született a módszer, hogy a vásárlói döntések nagy része az üzletben történik, és az eladókon, a környezeten és az üzleti folyamatokon múlik. A titkos vásárlás során a próbavásárló vizsgálja az emberi tényezőt, a tárgyi feltételeket, környezetet és az előírt sztenderdek betartását.
A módszer az 1940-es években indult (pénzintézetek így ellenőrizték munkatársaikat), de Amerikában is csak az 1990-es években terjedt el. Magyarországon pedig a 2000-es évek közepén lett meghatározó tevékenység, alakult számos ügynökség és több cég rendszeresen ellenőrzi az ügyfélkapcsolatait. Jellemzően bankok, autószalonok, benzinkutak, franchise-ok veszik igénybe próbavásárlók segítségét, hogy elemezzék és fejlesszék tevékenységüket.

„A próbavásárlás módszertana az ügyfélelégedettség-méréstől kezdve a dolgozói motivációig számos területet felölel, és még a kliens elpártolása előtt vizsgálja, szükséges esetben pedig orvosolja az adott vállalat ügyfélkezelési rendszerét.
A mystery shopping programok keretén belül jól képzett próbavásárlók élethű helyzetekben, meghatározott szempontok és ütemterv alapján névtelenül, ügyfélként értékelik a kiszolgálást, a működést, a dolgozók becsületességét, a merchandising tevékenységet és a termékminőséget, különös tekintettel a vásárlói elégedettséget befolyásoló kulcspontokra. A próbavásárlás úgy méri és kíséri figyelemmel a szolgáltatás teljesítményét, hogy még azelőtt jelzi a hiányosságokat az ügyfél-kiszolgálás területén, mielőtt a kliensek elpártolnának a vállalattól.”

## A próbavásárlás gyakorlata
Az elmúlt években átkerült a fókusz  a termékek minőségéről a szolgáltatások minőségére.
A titkos látogatások során két alapcsoportot különböztethetünk meg, az egyikben tudnak a próbavásárló érkezéséről, ebben az esetben elvárják a teljesítmény javulását. Azt várják el, hogy kialakuljon az „őrszem effektus”. Létezik olyan megoldással is, hogy ha kutatás során megfelelően teljesítettek az eladók, akkor ajándékot kaptak. Így próbálta a cég növelni az értékesítések számát. A másik esetben teljes titokban zajlik az ellenőrzés, a célszemélyek nem várják az ellenőrt. Mindkettő esetben adni kell visszajelzést az értékelésről az értékelteknek, nemcsak a rosszról, hanem a jóról is. Így várható el a szervezeti kultúra fejlődése.

## Kapcsolódó oldalak
- Shopper marketing